# Brodawnica szyjkowata

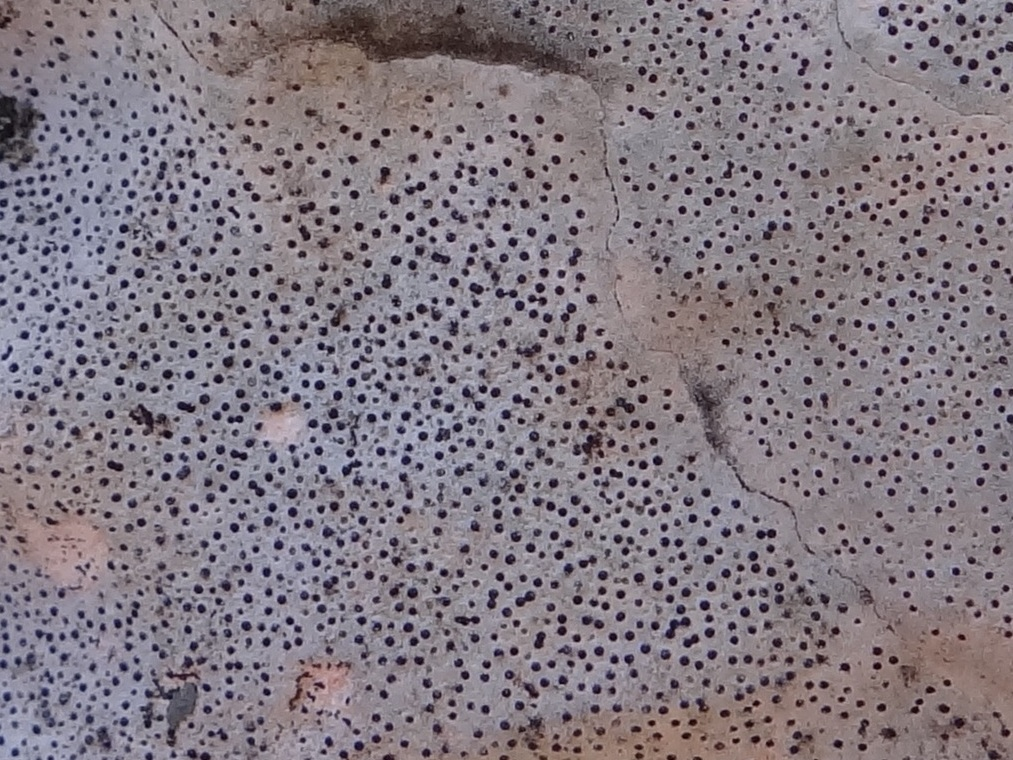

Brodawnica szyjkowata, brodawnica wapieniowa, promieńczyk szyjkowaty (Verrucaria calciseda DC.) – gatunek grzybów z rodziny brodawnicowatych (Verrucariaceae(. Ze względu na współżycie z glonami zaliczany jest do porostów.

## Systematyka i nazewnictwo
Pozycja w klasyfikacji według Index Fungorum: Verrucaria, Verrucariaceae, Verrucariales, Chaetothyriomycetidae, Eurotiomycetes, Pezizomycotina, Ascomycota, Fungi.
Synonimy nazwy naukowej:
- Amphoridium calcisedum (DC.) Servít 1954
- Bagliettoa calciseda (DC.) Gueidan & Cl. Roux 2007

Nazwy brodawnica szyjkowata i promienczyk szyjkowaty podaje Wiesław Fałtynowicz, Hanna Wojciak podaje nazwę brodawnica wapieniowa.

## Morfologia
Plecha skorupiasta, cienka, o powierzchni gładkiej, matowej i ciągłej. Często występują w niej delikatne pęknięcia rozbiegające się promieniście od perytecjów. Ma barwę białą lub białoszarą. Jest częściowym endolitem – jej podplesze wnika w pory skały. Na obrzeżach plechy często występuje czarne przedplesze.
Licznie występują owocniki. Są to perytecja prawie całkowicie zagłębione w plesze. Ich wystająca część zwana egzotecjum jest czarna, płaska lub nieco wypukła. Ma średnicę ok. 0,25 mm i szczytowe, proste ostiolum. Kuliste lub dzbanuszkowate ekscypulum ma średnicę 0,3 mm, czarnobrunatną barwę i często wokół niego występuje pierścień plechowy. Inwolukrelum brak, rozgałęzione peryfizy mają długość  20–30 μm. Worki zgrubiałe, o rozmiarach 50–70 × 15–20 μm. Powstają w nich bezbarwne, elipsoidalne zarodniki o rozmiarach 18–25 × 9–13 μm. Pyknid brak.
Reakcje barwne: wszystkie negatywne. Kwasów porostowych brak.

## Występowanie i siedlisko
Brodawnica wapieniowa występuje w Ameryce Północnej, środkowej i południowej Europie, niektórych obszarach Azji, północnej i wschodniej Afryce i Nowej Zelandii. W Polsce jest pospolita w rejonach występowania wapieni, zarówno na niżu, jak i w górach – tu występuje do wysokości około 1000 m n.p.m.
Rośnie na skałach wapiennych, w miejscach świetlistych.

## Gatunki podobne
Podobna jest brodawnica Hochstettera (Verrucaria hochstetteri), ale ma większe perytecja oraz większe zarodniki. Często też występują w jej plesze białe otwory po wypadłych perytecjach. Na plesze brodawnicy wapieniowej często rośnie grzyb Polycoccum opulentum, co zmienia morfologiczny wygląd jej plechy.